# Richie Porte
Richie Porte (født 30. januar 1985 i Launceston på Tasmanien) er en australsk tidligere landevejscykelrytter, der senest kørte for Ineos Grenadiers.
Han cyklede indtil 2011 for det danske hold Team Saxo Bank, og fik sit gennembrud da han vandt enkeltstarten under Romandiet Rundt 2010.
I Giro d'Italia 2010 kørte han i førertrøjen på tre etaper, endte på syvendepladsen samlet, og vandt ungdomstrøjen.